# Woods of Ypres
Woods of Ypres (с англ. — «Леса Ипра») — мелодик блэк/дум-метал-группа из Канады

## История

### История
Группа «Woods of Ypres» была создана в Уинсоре в 2002 году Дэвидом Голдом, Аароном Палмером и Брайоном Мак-Манус. Трио выпустило в том же году первый демо — Against the Seasons: Cold Winter Songs from the Dead Summer Heat. В 2003 году Дэвид Голд переехал в Торонто для работы над полноформатным альбомом. В 2004 вышел первый полноценный альбом группы: Pursuit of the Sun & Allure of the Earth, выпущенный лейблом Дэвида Голда — «Krankenhaus Records». Третий альбом «Woods of Ypres» — Woods III: Deepest Roots & Darkest Blues был выпущен в конце 2007 года. Сравнивая два альбома, критик Лаура Тейлор писала:

В то время как «Pursuit of the Sun» можно сравнить с «металлизированными» Pink Floyd, последний альбом имеет более чёрную, мрачную атмосферу
Оригинальный текст (англ.)While Pursuit of the Sun verged on metalized Pink Floyd, Woods’ latest unearths more of the band’s black and dark metal inspirations.

В 2008 году группа появилась на обложке «Unrestrained! Magazine». " Ранее в 2009 году Woods of Ypres также выпустили сборник лучшего, состоящий из 12 композиций с трех уже выпущенных альбомов — Independent Nature 2002—2007 и сингл — «Allure of the Earth».  Ещё один мини-альбом «Woods 4.5: You Were The Light» были созданы в Sault Ste в 2010 году, но только два трека из этих пластинок были выпущены мини-альбомом Home в 2011 году.
В конце 2010 года «Woods of Ypres» объявили о своем распаде из-за отъезда Дэвида Голда в Кувейт для какой- то работы, но было объявлено осенью, что раскол был «липовым». В том же году «Woods of Ypres» подписали контракт с «Earache Records», который и выпустил их последующие два альбома.
Состав «Woods of Ypres» был неустойчив с самого момента создания группы, и только Дэвид Голд участвовал в каждом релизе группы. Сам состав «Woods of Ypres» для записей альбомов варьировался от трех до шести человек в разные периоды.

### Смерть Дэвида Голда
Woods of Ypres отыграли свой последний концерт в Ричмонд, штат Вирджиния 9 июня 2011 года. Участники группы Дэвид Голд и Джоэл Вайлет записали последний студийный альбом — Woods 5: Grey Skies & Electric Light, что в августе вышел на лейбле «Beach Road Studios» в Годриче
21 декабря 2011 Дэвид Голд в возрасте 31 года погиб в автомобильной аварии около Барри, Онтарио.
Смерть основного участника группы сорвала планы «Woods of Ypres»: первый европейский тур в начале 2012 года. Пятый и последний альбом «Woods of Ypres» — Woods 5: Grey Skies & Electric Light — был выпущен 27 февраля 2012 года в Европе, а североамериканский — два месяца спустя.

## Бывшие участники
- David Gold — вокал, гитара, бас, ударные (2002—2011)
- Brian McManus — гитара, вокал (2002—2003)
- Aaron Palmer — бас, вокал (2002—2003)
- Robin Cross — вокал (2003)
- Dustin Black — гитара (2003)
- Steve Jones — гитара (2003—2004)
- Connor Sharpe — бас (2003—2004)
- Jessica Rose — клавишные (2003—2008)
- Dan Hulse — бас, вокал (2005—2007)
- Chris «Mezz» Mezzabotta — ударные (2005—2007)
- Shawn Stoneman — гитара (2007)
- Lee Maines — гитара (2008)
- Bryan Belleau — гитара (2008—2010)
- Steve Furgiuele — бас (2008—2009)
- Evan Madden — ударные (2008—2011)
- Brian Holmes — клавишные (2008)
- Shane Madden — бас (2009—2011)
- Joel Violette — гитара, бас (2010—2011)
- Brendan Hayter — бас (2011)
- Rae Amitay — ударные (2011)

## Дискография

### Мини-альбомы
- Against the Seasons: Cold Winter Songs from the Dead Summer Heat (2002, Krankenhaus Records, Night Birds Records)

### Альбомы
- Pursuit of the Sun & Allure of the Earth (2004, Krankenhaus Records)
- Woods III: The Deepest Roots and Darkest Blues (2008, Krankenhaus Records)[7]
- Woods IV: The Green Album (2009, Practical Art Records, Earache Records)
- Woods 5: Grey Skies & Electric Light (2012, Earache Records)

### Разное
- Independent Nature 2002—2007 — сборник (2009, Krankenhaus Records)
- «Allure of the Earth» — сингл (2009, Krankenhaus Records)
- «Home» — сингл (2011, Practical Art Records)

## Обзоры
- Bravewords.com